# Актер, Шармин
Шармин Актер (род. 31 декабря 1995, Гайбандха, Рангпур) — бангладешская активистка против детских и принудительных браков. Она успешно сопротивлялась попыткам своей матери выдать её в 15 лет замуж за 32-летнего мужчину и боролась за продолжение своего образования, «став ярким примером для всех девушек Южной Азии, сталкивающихся с теми же проблемами». Она хочет стать юристкой, чтобы бороться с детскими и принудительными браками. За активистскую деятельность она в 2017 году была награждена Международной женской премии за отвагу.